# Francesco Arcano
Francesco Arcano (Cesena, 1470 circa – 1541) è stato un ingegnere e architetto italiano.

## Biografia
La sua famiglia, di origine tedesca, si era trasferita dalla Baviera in Friuli nel Trecento. Nel 1392 Egidio «l'Alemanno» si stabilì a Cesena, dove Francesco nacque nella seconda metà del XV secolo.

La prima notizia certa su di lui è riferita all'età adulta e riguarda un fatto drammatico: il suicidio della moglie Marzia sorpresa da Francesco in atto di adulterio. Il tragico gesto avvenne nel maggio del 1499.
Nel 1502 Cesena venne presa da Cesare Borgia. Il Duca decise di fare venire Leonardo da Vinci in città affinché controllasse la qualità di strade, ponti, mura, rocche e segnalasse tutti i possibili miglioramenti. L'onore di accompagnare il grande inventore nella sua perlustrazione toccò a Francesco.

L'anno seguente (1503) morì Papa Alessandro VI. Francesco e suo fratello Piero fecero parte di una congiura per rovesciare il potere dei Borgia, ma la rivoltà fallì. Francesco ricevette comunque una condanna mite: l'esilio per sei mesi.

Non si hanno notizie su Francesco negli anni successivi alla morte di Cesare Borgia (1507).
Nel 1518 Francesco fu incaricato di accompagnare l'architetto e pittore Girolamo Genga ad ispezionare la mura della città, per provvedere ad un intervento di restauro. Genga utilizzò il volto di Arcano come Padreterno nel quadro La disputa dell'Immacolata Concezione, dipinta per la Chiesa di S. Agostino a Cesena.
Negli anni venti si trasferì con la famiglia in Inghilterra alla corte di re Enrico VIII come esperto nella fabbricazione di polvere pirica, con cui si costruivano i proiettili per le armi dell'epoca. Enrico VIII aveva in mente di attaccare la Francia. Da documenti del 1529 si sa che Arcano percepiva una paga di 16 denari al giorno, mentre i figli, che lavoravano con lui, ne ricevevano 12 a testa. Nel 1532 Arcano fece parte della squadra di esperti nominata dal re per esaminare il terreno vicino a Calais, la cittadina francese che si affaccia sul Canale della Manica. Nei documenti è segnato con l'appellativo «Francesco il Fonditore».
Muore nel 1541.